# 日本の名著
『日本の名著』（にほんのめいちょ）は、中央公論社が1969年から1982年にかけて刊行した叢書（全50巻）である。「中公バックス」版（ペーパーバック版）では1巻から16巻は1983年に、17巻から50巻は1984年に刊行された。近世以前の文献は現代語訳を軸にして、明治以降の文章は原文通りを原則としている。
収録された著作の一部は、中公クラシックスや講談社学術文庫で改訂再刊されている。

## 目録
1. 日本書紀 : 責任編集 井上光貞、1971年
2. 聖徳太子 : 責任編集 中村元、1970年
3. 最澄、空海 : 責任編集 福永光司、1977年
4. 源信 : 責任編集 川崎庸之、1972年
5. 法然、明恵 : 責任編集 塚本善隆、1971年
6. 親鸞 : 責任編集 石田瑞麿、1969年
7. 道元 : 責任編集 玉城康四郎、1974年
8. 日蓮 : 責任編集 紀野一義、1970年
9. 慈円、北畠親房 : 責任編集 永原慶二、1971年
10. 世阿弥 : 責任編集 山崎正和、1969年
11. 中江藤樹、熊沢蕃山 : 責任編集 伊東多三郎、1976年
12. 山鹿素行 : 責任編集 田原嗣郎、1971年
13. 伊藤仁斎 : 責任編集 貝塚茂樹、1972年
14. 貝原益軒 : 責任編集 松田道雄、1969年
15. 新井白石 : 責任編集 桑原武夫、1969年
16. 荻生徂徠 : 責任編集 尾藤正英、1974年
17. 葉隠 : 責任編集 奈良本辰也、1969年
18. 富永仲基、石田梅岩 : 責任編集 加藤周一、1972年
19. 安藤昌益 : 責任編集 野口武彦、1971年
20. 三浦梅園 : 責任編集 山田慶児、1982年
21. 本居宣長 : 責任編集 石川淳、1970年
22. 杉田玄白、平賀源内、司馬江漢 : 責任編集 芳賀徹、1971年
23. 山片蟠桃、海保青陵 : 責任編集 源了円、1971年
24. 平田篤胤、佐藤信淵、鈴木雅之 : 責任編集 相良亨、1972年
25. 渡辺崋山、高野長英 : 責任編集 佐藤昌介、1972年
26. 二宮尊徳 : 責任編集 児玉幸多、1970年
27. 大塩中斎 : 責任編集 宮城公子、1978年
28. 頼山陽 : 責任編集 頼惟勤、1972年
29. 藤田東湖 : 責任編集 橋川文三、1974年
30. 佐久間象山、横井小楠 : 責任編集 松浦玲、1970年
31. 吉田松陰 : 責任編集 松本三之介、1973年
32. 勝海舟 : 責任編集 江藤淳、1978年
33. 福沢諭吉 : 責任編集 永井道雄、1969年
34. 西周、加藤弘之 : 責任編集 植手通有、1972年
35. 陸奥宗光 : 責任編集 萩原延寿、1973年
36. 中江兆民 : 責任編集 河野健二、1970年
37. 陸羯南、三宅雪嶺 : 責任編集 鹿野政直、1971年
38. 内村鑑三 : 責任編集 松沢弘陽、1971年
39. 岡倉天心、志賀重昂 : 責任編集 色川大吉、1970年
40. 徳富蘇峰、山路愛山 : 責任編集 隅谷三喜男、1971年
41. 内藤湖南 : 責任編集 小川環樹、1971年
42. 夏目漱石、森鷗外 : 責任編集 真継伸彦、1974年
43. 清沢満之、鈴木大拙 : 責任編集 橋本峰雄、1970年
44. 幸徳秋水 : 責任編集 伊藤整、1970年
45. 宮崎滔天、北一輝 : 責任編集 近藤秀樹、1982年
46. 大杉栄 : 責任編集 多田道太郎、1969年
47. 西田幾多郎 : 責任編集 上山春平、1970年
48. 吉野作造 : 責任編集 三谷太一郎、1972年
49. 河上肇 : 責任編集 住谷一彦、1970年
50. 柳田国男 : 責任編集 神島二郎、1974年